# Пистоли, Валентина

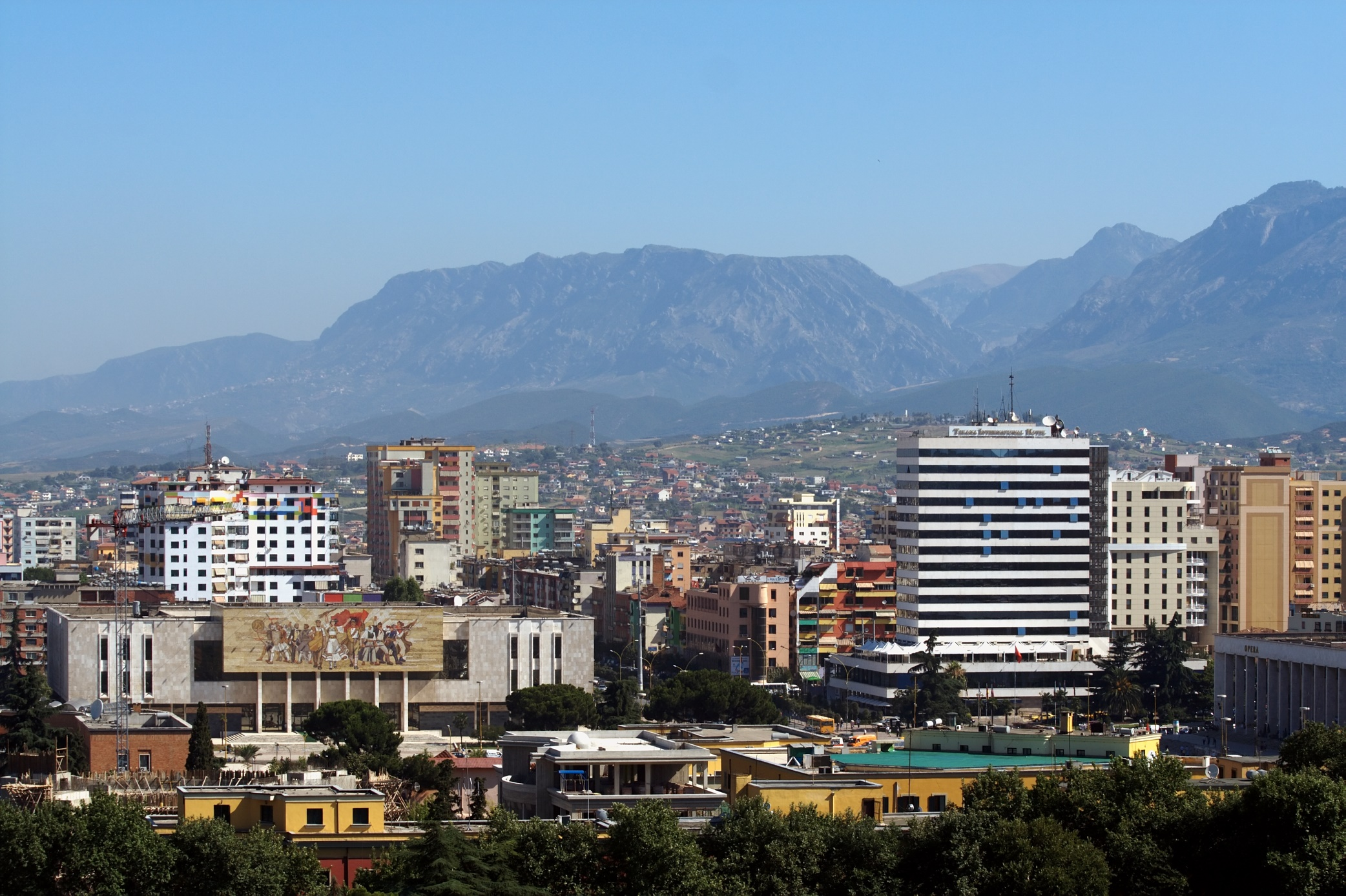
Международный отель Тираны на фотографии справа

Валентина Пистоли (алб. Valentina Pistoli; род. 1928) — первая албанская женщина-архитектор.

## Биография
Родилась в 1928 году в городе Корча, Республика Албания.
Образование получила в Софийском университете, изучая архитектуру, окончив его в 1952 году.
Работала архитектором, была в числе группы, которая спроектировала 15-этажный отель Tirana International Hotel в столице Албании — Тиране.
Во время своей карьеры в качестве архитектора Валентина Пистоли разработала несколько жилых комплексов в городах Корча, Влёра, Эльбасан, театр Александра Моисси, а также отели в городах Кукес, Байрам-Цурри, Эльбасан («Скампа», 1970), Тирана, Химара, Дуррес и Круя. Кроме профессиональной деятельности архитектора, Пистоли занималась преподаванием, работая на полставки на инженерном факультете в Политехническом университете Тираны.